# Franz Zauleck

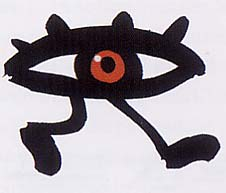
Eine Nachahmung von Zaulecks „Laufendem Auge“ führte zu Urheberrechtsstreitigkeiten bis vor das Bundesverfassungsgericht

Franz Zauleck (* Juni 1950 in Berlin) ist ein deutscher Bühnenbildner, Grafiker, Bilderbuchillustrator und -autor.

## Leben
Zauleck besuchte bis 1969 die Erweiterte Oberschule, die er als Maschinenbauer mit Abitur abschloss. Anschließend leistete er Dienst bei der NVA. Von 1971 bis 1976 studierte er an der Kunsthochschule Berlin-Weißensee bei Harro Neujahr (1921–1983) und Klaus Noeske (* 1933) Bühnenbild mit Abschluss Diplom Bühnen- und Kostümbildner. Von 1976 bis 1984 arbeitete er am Deutschen Theater Berlin als Bühnen- und Kostümbildner. Seit 1984 ist er selbständig tätig als Illustrator, Grafik-Designer, Bühnen- und Kostümbildner, Kinderbuchautor, Hörspielautor und Lehrbeauftragter an verschiedenen Schulen. Er war bis 1990 Mitglied des Verbands Bildender Künstler der DDR.
Zauleck lebt in Berlin und Mecklenburg und ist verheiratet.

## Werke

### Bücher
- 1979: Eine kleine Dickmadam, Kinderbuchverlag, Berlin
- 1981: Lucie und Karl-Heinz, Kinderbuchverlag, Berlin
- 1982: Das Märchen vom Hahn, Kinderbuchverlag, Berlin
- 1985: Mama, Papa und Marie, Kinderbuchverlag, Berlin
- 1986: Etwas kann jeder, Kinderbuchverlag, Berlin
- 1989: Vor Katzen hab ich keine Angst, Kinderbuchverlag, Berlin
- 1989: Das Kälbchen. Ein litauisches Märchen, Kinderbuchverlag, Berlin
- 1993: Tannenbaum, Kinderbuchverlag, Berlin
- 2001: Im Zwölfminutenwald, Klett Verlag, Leipzig
- 2003: Olga mit dem Gummipropeller, Verlag Jungbrunnen, Wien
- 2003: Nasse und trockene Geschichten, Verlag Jungbrunnen, Wien
- 2004: Große Reise, Edition PEIX, Berlin
- 2005: Prinzessin Eierkuchen, Verlag Jungbrunnen, Wien
- 2010: Das lustige Katzen ABC, Kreisel Verlag, Güstrow
- 2011: Kaspar Kümmel im Klavier, Leiv-Kinderbuchverlag, Leipzig

### Hörspiele
- Lucie und Karl-Heinz, DDR 1990
- Der Tannenbaum, MDR 1993
- Olga bleibt Olga, DLR 1996
- Eine Wurst für Dr. Boll, DLR/MDR 1997
- Prinzessin Omelette, DLR 1998
- Herr Burczik hat sonst nie Besuch, DLR 2002
- Die Reise nach Baratonga, DLR 2003
- Biribinki Brautprinzessin, DLR 2008
- Amanda im Schrank, SWR 2010
- Wurfsendung 147: Kaspar und Grete, EIG 2010
- Gogoloff und Annabella, MDR 2011
- Wurfsendung 177: Kaspar und Grete II, DLR 2012

### Illustrationen
- 2009 zu: Ludwig Harig: Wie die Wörter tanzen lernten. Eine erlebte Poetik, S. Fischer Verlag, Frankfurt am Main, ISBN 978-3-596-85357-1
- 2009 zu: Ulf Borgmann: ABRAKADABRA, Kreisel Verlag, Güstrow, ISBN 978-3-910145-09-2

## Teilnahme an zentralen und wichtigen regionalen Ausstellungen in der DDR
- 1977 bis 1988: Dresden, VIII. bis X. Kunstausstellung der DDR
- 1979 und 1986: Berlin, Bezirkskunstausstellungen, Gebrauchsgrafik
- 1981: Berlin, Ausstellungszentrum am Fernsehturm („Bild und Szene“)
- 1984: Berlin, Neue Berliner Galerie im Alten Museum („Junge Künstler DDR/UdSSR für Frieden und Sozialismus“)
- 1988: Berlin, Ausstellungszentrum am Fernsehturm („Berliner Atelier ´88“)

## Ehrungen (Auswahl)
- 2004: Ehrenliste des Österreichischen Kinder- und Jugendbuchpreises: Olga mit dem Gummipropeller
- 2006: Kollektionsbuch des Österreichischen Kinder- und Jugendbuchpreises: Prinzessin Eierkuchen